# Dicranopteris cadetii
Dicranopteris cadetii är en ormbunkeart som beskrevs av Tard. Dicranopteris cadetii ingår i släktet Dicranopteris och familjen Gleicheniaceae. Inga underarter finns listade.